# Nederlandse kampioenschappen schaatsen afstanden 2007 - 1000 meter vrouwen
De 1000 meter vrouwen op de Nederlandse kampioenschappen schaatsen afstanden 2007 werd gereden in november 2006 in ijsstadion De Smelt te Assen. 
Er namen twintig schaatssters deel aan deze editie. Titelverdedigster was Ireen Wüst, zij prolongeerde haar titel.

## Uitslag
| #      | Schaatser               | tijd    |
| ------ | ----------------------- | ------- |
| Goud   | Ireen Wüst              | 1.18,88 |
| Zilver | Annette Gerritsen       | 1.20,63 |
| Brons  | Marianne Timmer         | 1.20,73 |
| 4      | Paulien van Deutekom    | 1.20,78 |
| 5      | Margot Boer             | 1.20,90 |
| 6      | Wieteke Cramer          | 1.21,05 |
| 7      | Tessa van Dijk          | 1.21,96 |
| 8      | Els Murris              | 1.22,09 |
| 9      | Sophie Nijman           | 1.22,80 |
| 10     | Helga Luning            | 1.22,83 |
| 11     | Laurine van Riessen     | 1.22,84 |
| 12     | Willeke van Benthem     | 1.23,12 |
| 13     | Frederika Buwalda       | 1.23,24 |
| 14     | Jorien Kranenborg       | 1.23,26 |
| 15     | Annelies van der Ploeg  | 1.23,41 |
| 16     | Marieke Wijsman         | 1.23,72 |
| 17     | Sanne van der Star      | 1.24,36 |
| 18     | Richt van der Meer      | 1.25,08 |
| 19     | Mayke Nagtegaal         | 1.25,29 |
| 20     | Foske Tamar van der Wal | 1.26,28 |

Uitslag
1987 · 
1988 · 
1989 · 
1990 · 
1991 · 
1992 · 
1993 · 
1994 · 
1995 · 
1996 · 
1997 · 
1998 · 
1999 · 
2000 · 
2001 · 
2002 · 
2003 · 
2004 · 
2005 · 
2006 · 
2007 · 
2008 · 
2009 · 
2010 · 
2011 · 
2012 · 
2013 · 
2014 · 
2015 · 
2016 · 
2017 · 
2018 · 
2019 · 
2020 · 
2021 · 
2022 · 
2023 · 
2024 · 
2025